# Virklund Kirke
Virklund Kirke er en kirke i Virklund Sogn opført i 1994. Den er tegnet af arkitekterne Inger og Johannes Exner og ligger i byen Virklund fem kilometer syd for Silkeborgs centrum. Kirken er placeret på en stor, skrånende grund og er delvist omgivet af kirkegård, og neden for kirken ligger et sognehus med samlingssal, mødelokale, konfirmandstue og kontorer til kirkens personale.

## Historie

### Den oprindelige kirke
Virklund Kirke er den anden kirke i Virklund, idet der indtil senmiddelalderen lå en for længst forfalden kirke i byen, hvis eksistens og placering imidlertid er omgærdet af en vis usikkerhed. På baggrund af flere undersøgelser udført af både lokale borgere og arkæologer, bl.a. fra Silkeborg Museum, er der temmelig håndfaste beviser på, at der har ligget en kirke, som forgik i løbet af perioden mellem 1330'erne og 1550'erne. Den har formentlig ligget syd for Virklund Overgaard, en gård centralt placeret i det moderne Virklund, hvor to unge mænd under en udgravning i 1964 fandt nogle skrøbelige skeletrester, som viste sig at stamme fra i alt 17 mennesker. Udgravningen var et stærkt indicium for, hvad mange indtil da kun havde hørt om og troet, nemlig at der var tale om den oprindelige kirkes kirkegård.
Fundet af kirkegården måtte og må dog fortrinsvis ses som et indicium og ikke et bevis, da det skorter på jordiske rester efter kirken. De, der har undersøgt den gamle kirkes eksistens, har derfor hovedsagelig haft folkemindet og en meget sparsom dokumentation at forholde sig til. Af dette har man dog bl.a. kunnet udlede, at Virklund havde egen kirke, men at præsten kom fra Linå, sejlede over ved Sejs og fortøjede ved Præstekæret, hvorfra han gik resten af vejen til Virklund.
Der findes flere mulige forklaringer på, hvorfor den oprindelige Virklund Kirke forgik. Blandt dem er Grev Gerts herredømme i 1330'erne, den sorte død i 1350'erne, mangel på kirkebetjening og præster i begyndelsen af 1500-tallet og præstemangel efter reformationen i 1536. Endelig er der den mulighed, at kirkerne i Virklund, Brande, Tømmerby og Them tilsammen var for dyre i drift, hvorfor det var nødvendigt at vælge én. Det blev Them Kirke og altså Them Sogn, og den blev borgere fra Virklund så tilknyttet.
Trods de forskellige usikkerheder om kirkens placering og historie er Virklund Overgaards matrikel udpeget som kulturarvsareal.
4. april 2020 skrev Midtjyllands Avis, at flere bygninger på og omkring det areal, hvor den gamle kirke menes at have ligget, skulle nedbrydes til fordel for opførelsen af et nyt butikscenter. Blandt de bygninger var Virklund Overgaard. Nyheden vakte en vis historisk og arkæologisk interesse, fordi nedbrydningen skulle efterfølges af en rutinemæssig arkæologisk undersøgelse forud for nybyggeriet. En undersøgelse, som ifølge en lokal arkæolog ville kunne "bringe meget ny viden om såvel kirke som kirkegård, og hvem ved, måske også om pestens hærgen og mulige magtkampe i senmiddelalderens Virklund".

### Årene 1978-1994
Historisk har Virklund som nævnt hørt til Them sogn, hvor der opførtes en kirke omkring 1200. Them Kirke fungerede som Virklund-borgernes kirke i flere hundrede år, indtil Them menighedsråd i begyndelsen af 1960'erne besluttede at bygge en ny kirke i Virklund.
Beslutningen hang blandt andet sammen med, at indbyggertallet i Virklund begyndte at stige støt, men der skulle alligevel gå 16-17 år, før byggeriet blev realiseret. Da menighedsrådet begyndte at se på grunde i slutningen af 1961, var flere muligheder i spil, men den endelige beslutning blev først truffet i foråret 1967. Da besluttede menighedsrådet sig for at købe kirkens nuværende grund på Vesterlundvej på den nordlige side af Thorsø, hvor der dengang var gartneri.
Den oprindelige plan var at opføre et firelænget bygningskompleks med atriumgård, hvor hver længe skulle indrettes forskelligt alt efter funktion, og hvor den norlige længe, som ville blive bygget ind i den meget skrånende grund, skulle være selve kirken. Første etape af byggeriet, den sydlige længe, der skulle være sognehus, blev indviet i 1978 og midlertidigt taget i brug som kirke. Bygningen er i to plan, hvor førstesalen blev indrettet med kirkesal, kontor- og mødelokale og køkken, og stueetagen blev indrettet med kapel, konfirmandstue, værksted til graveren og fyrrum. Vest for bygningen blev der opført et midlertidigt klokketårn. Først fire år senere, i 1982, blev en del af jorden omkring kirken indviet, så Virklund kunne have egen kirkegård.
Projektet kom imidlertid ikke videre end til første etape. I 1984 blev Virklund udskilt som selvstændigt sogn, og da menighedsrådet i 1989 henvendte sig til arkitekterne Inger og Johannes Exner med henblik på en fuldførelse af kirkekomplekset, foreslog de en fritliggende kirkebygning i stedet for en udbygning af det eksisterende sognehus (den midlertidige kirke). Forslaget indebar desuden, at den nye kirke ikke skulle opføres, hvor det oprindelig var tænkt, dvs. nord for sognehuset, men derimod nordvest for det, omtrent midt på det areal som i 1982 var blevet udstykket til kirkegård. Forslaget blev accepteret, og projektet blev indledt i 1991.

### Virklund Kirke anno 1994
Grundstenen til Virklund Kirke blev nedlagt den 10. december 1993. Grundstensdokumentet fortæller, at "den nederste sten er en granitsten, som folkemindet fortæller, har været sokkelsten i Virklund gamle kirke. Den øverste grundsten er en kvader fra Them kirke". Grundstenen blev indmuret i kirkens sokkel af daværende biskop over Århus Stift Herluf Eriksen, daværende provst over Silkeborg Provsti Christen Damgaard Nielsen, daværende sognepræst i Virklund Bent Jørgensen og daværende menighedsrådsformand Jens Kristian Lemming.
Kirken blev indviet præcis et år og én dag senere, nemlig den 11. december 1994, 3. søndag i advent, af den på det tidspunkt nytiltrådte biskop over Århus Stift, Kjeld Holm.

## Kirken

### Arkitektur
Arkitekterne bag Virklund Kirke, Inger og Johannes Exner, er kendt som nogle af det 20. århundredes fremmeste danske kirkearkitekter. Virklund Kirke er deres næstsidste kirkebyggeri; det sidste er Ølby Kirke i Køge, opført i 1997. Herefter, fra 1998, er deres tegnestue videreført af deres døtre, som også er arkitekter. En beskrivelse af Virklund Kirkes arkitektur findes i monografien Inger og Johannes Exner fra 2012:

"Kirkerummet er bygget op over to irregulære sekskanter, en stor og en lille. I den store findes selve kirkerummet, i den lille et tilknyttet rum med karakter af sideskib. Våbenhuset er tilbygget på vestsiden, mens det ligeledes sekskantede klokketårn udgår fra sideskibets nordvestlige hjørne. Hovedindgangen er placeret mellem klokketårnet og et lille vestvendt kapel, der dækkes af en blødt svungen, moldavisk inspireret tagform. Det stærkt skrånende terræn har muliggjort en indskudt underetage, hvorfra kirkerummet hæver sig op. (...). Udadtil er det hele sat sammen til en kompakt skulpturel form af røde mursten, dækket med skrånende tagflader".

Udover kirken står Exners tegnestue bag præsteboligen i Virklund, som blev opført i 2011. Flere elementer fra kirken går igen her, f.eks. halvtaget over indgangen til boligens embedsafsnit, der ligesom taget over kirkens kapel er moldavisk inspireret. Præsteboligen ligger stik vest for kirken i et grønt område, som er udstykket til udvidelse af kirkegården.

#### Lysets kirke
Da Inger og Johannes Exner tegnede kirken, lagde de vægt på at lade det naturlige lysindfald spille en stor rolle. Dette, tillige med en "stjernehimmel" udgjort af ca. 360 lamper i loftet, gør, at kirken kaldes "lysets kirke". Det naturlige lys falder især ind gennem to store, henholdsvis syd-øst- og sydvendte vinduespartier. Fra det sydvendte vinduesparti får kirkens gæster desuden et smukt vue ud over Thorsø og den del af byen, som omgiver søens østlige ende.

### Inventar

#### Alter
Alteret er tegnet af Johannes Exner og udført i norsk Porsgrunn-marmor. Det er udformet som et massivt stenbord, som til forskel fra andre altre ikke står op ad en væg, men er fritstående. På den måde fremstår det som et almindeligt bord, man kan samles om til et måltid, i den aktuelle sammenhæng nadveren.

Der er ingen altertavle i tilknytning til alteret. I stedet er den 12 meter høje, vinduesløse, østvendte altervæg udsmykket med en svag reliefmuring, der forestiller et livstræ, som søger op og ud imod det lys, som strømmer ind ad det store syd-østvendte vindue. På væggen er der malet et antal felter med en lyseblå farve, som skal illudere himmel, og på en skyfri dag vil beskueren opdage, at farven matcher den rigtige himmel, som ses gennem det syd-østvendte vindue, utroligt godt.

Over alteret hænger der et kors i rustfrit stål, som er tegnet og udført af guldsmed Bent Exner, Johannes Exners bror, og hvis spinkle udformning står i kontrast til marmorets tyngde i alteret og døbefonten. Den samme kontrast går igen i alterskranken og prædikestolen, der er udført som spinkle, hvidmalede stålkonstruktioner med håndlister i lyst ahorntræ. Prædikestolen fremstår som en almindelig talerstol, som er hævet med et enkelt trin, og som foran udsmykkes med skiftende broderede forstykker i kirkeårets farver. Forstykkerne matcher kirkens fire messehageler.

#### Døbefont
Også døbefonten er tegnet af Johannes Exner og udført i norsk Porsgrunn-marmor. Den er udhugget i en enkelt sten og består af et fint udhugget, glatpoleret vandfad, som hviler på en sokkel. Soklen er groft udhugget på forsiden og glatpoleret på bagsiden. På bagsiden er der fræset tre lodrette riller, som er forbundet til afløbet i bunden af vandfadet. De tre riller løber ned ad soklen og fortsætter hen ad gulvet til et afløbsrør i ydermuren, som ender på den indviede jord på kirkens sydside. De tre riller repræsenterer treenigheden, Fader, Søn og Helligånden, og afløbets forløb fra døbefont til kirkegård symboliserer menneskelivet fra fødsel (dåb) til død (begravelse). Samtidig symboliserer kontrasten mellem det groft udhuggede og det glatpolerede dels en dualitet, som filosofisk og teologisk kan forbindes til menneskelivet, dels et menneskes livsproces, som er indledt ved dåben, men endnu ikke afsluttet.

#### Orgel
Virklund Kirkes orgel er på 13 stemmer og er bygget af Th. Frobenius & Sønner Orgelbyggeri A/S i 1997. I modsætning til mange ældre kirker, hvor orgelet er placeret på et såkaldt pulpitur bagest i kirkerummet, står orgelet i Virklund Kirke fremme i rummet, ud for de tre forreste bænke i venstre side.

#### Flygel
I begyndelsen af 2015 anskaffede menighedsrådet i Virklund et flygel til kirkerummet som erstatning for et ældre klaver. Flyglet fungerer som supplement til orgelet og bruges hyppigt ved både gudstjenester og kirkekoncerter.

#### Kunst
Der findes flere forskellige, mindre kunstværker i kirkens våbenhus, bl.a. en abstrakt keramisk figur, som forestiller en fugl, og tre små håndmalede ikoner. Særligt iøjnefaldende er kirkens præstetavle, som hænger på den sydlige væg i trappeskakten mellem våbenhuset og kirkens krypt. Tavlen består af et antal kvadratiske felter, som hver består af en ramme i rustfrit stål og indeholder et keramisk ikon. Enkelte af felterne indeholder dog en rustfri stålplade, hvor navnene på kirkens præster og en angivelse af deres embedsperiode er indgraveret.
I anledning af sit 20-års jubilæum den 11. december 2014, som blev markeret ved en festgudstjeneste den 14. december s.å., 3. søndag i adevnt, modtog kirken et broderet dåbshåndklæde. Det var en privat gave givet og fremstillet af Virklund-borger Beth Ipsen.

## Virklund sogn
Virklund sogn blev etableret i 1984, efter at Virklund siden middelalderen havde tilhørt Them sogn. Pr. januar 2021 havde Virklund 3.527 indbyggere, hvoraf ca. 3.044 var folkekirkemedlemmer (se også Virklund Sogn). Virklund menighedsråd har ti medlemmer, hvoraf otte er valgt, og to er præster.

### Pastorat og præster
Virklund sogn udgør samtidig Virklund pastorat, som er et af få etsognspastorater i Silkeborg Provsti. Indtil 31. december 2020 var der kun en enkelt præst ansat, men pr. 1. januar 2020 blev sognet opnormeret med en 25%-stilling. Pr. 2020 har der været fire faste præster ved Virklund Kirke:
1978-2005: Pastor Bent Jørgensen

2005-2013: Pastor Jakob Gregers Nissen (pr. 16. december 2014 sognepræst ved Mariehøj Kirke, Silkeborg, og provst over Silkeborg Provsti).

2013-: Pastor Jacob Bech Joensen
2020: Pastor Charlotte Rune Nissen (deltid).
2021-: Pastor Majbritt Kjærsgaard Roulund (deltid).

### Menighedsråd og ansatte
Menighedsrådet ved Virklund Kirke har ti medlemmer, hvoraf otte er valgt, og to er præster. Af præsterne er den ene fuldtidsansat, og den anden er på deltid (25%). Medarbejderstaben tæller en graver/kirketjener, en kirkemusiker, en gravermedhjælper (også kirkesanger), en kirkesanger, en kirke- og kulturmedarbejder, en sekretær (kordegn) og en musikpædagog,

## Eksterne kilder og henvisninger
- Virklund Kirke hos virklundkirke.dk
- Exners Tegnestue A/S Arkiveret 6. januar 2014 hos  Wayback Machine hos eplusn.dk
- Frobenius & Sønner Orgelbyggeri A/S Arkiveret 26. april 2012 hos  Wayback Machine hos frobenius.nu
- Virklund Kirke i Den Store Danske på Lex.dk
- Virklund Kirke hos KortTilKirken.dk
- Virklund Kirke hos danmarkskirker.natmus.dk (Danmarks Kirker, Nationalmuseet)

- Wikimedia Commons har flere filer relateret til Virklund Kirke